# Suicide-Gletscher
Der Suicide-Gletscher (suicide englisch für „Selbstmord“) ist ein kleiner linker Tributärgletscher des Mendenhall-Gletschers 10 km nordöstlich von Juneau, der Hauptstadt von Alaska.
Der Suicide-Gletscher befindet sich am Rande des Juneau Icefield. Der Gletscher besitzt eine südwestliche Ausrichtung. Er liegt heute auf einer Höhe zwischen 1600 m und 800 m. Er ist etwa 4 km lang und an seiner Gletscherzunge etwa 700 m breit. Der Gletscher wird seitlich flankiert von dem "Glacier Grub Tower" im Norden und den "Nugget Towers" im Süden. Aufgrund der globalen Erwärmung zieht sich der Gletscher seit den späten 1980er Jahren immer weiter zurück. Fotos aus dem Jahr 1893 zeigen, dass der Gletscher damals einen steilen Hang hinab bis zum Mendenhall-Gletscher reichte. Nun hat sich unterhalb des Hangs das etwa 40 ha große "Suicide Basin" gebildet, ein Gletscherrandsee mit losen Gletscherstücken, dessen Abfluss von den Eismassen des Mendenhall-Gletschers im Nordwesten blockiert wird. Der Hang selbst ist heute größtenteils eisfrei. Das "Suicide Basin" befindet sich etwa 3 km oberhalb des unteren Endes der Gletscherzunge des Mendenhall-Gletschers, der den Mendenhall Lake speist. 
In den letzten Jahren kam es in den Sommermonaten immer wieder zu Gletscherläufen. Dabei wird Schmelz- und Regenwasser von einem natürlichen Eisdamm aufgestaut. Beim Bruch des Eisdamms kommt es zu einer plötzlichen Entleerung des Sees und zu einem Hochwasserereignis abstrom, im Falle des "Suicide Basin", entlang des Mendenhall River, der am Rande der Stadt Juneau verläuft. Solche Ereignisse traten im Jahr 2023 zwischen dem 4. und 6. August sowie im Jahr 2024 am 6. August auf. Bei letzterem Ereignis wurden Teile der Stadt überschwemmt.

## Namensgebung
Der Gletschername wurde 2023 vom Alaska Climate Adaptation Science Center (AKCASC) übernommen und in die Datenbank des United States Geological Survey (USGS) überführt.